# قره‌خان‌چال‌لی
قره‌خان‌چال‌لی (ترکی آذربایجانی: Qaraxançallı) یک منطقهٔ مسکونی در جمهوری آرتساخ است که در استان شاهومیان واقع شده‌است.